# Suhindol
Suhindol (en búlgaro: Сухиндол) es una ciudad de Bulgaria en la provincia de Veliko Tarnovo.

## Geografía
Se encuentra a una altitud de 247 m s. n. m. a 192 km de la capital nacional, Sofía.

## Demografía
Según estimación 2012 contaba con una población de 1 636 habitantes.
|         | 2004  | 2005  | 2006  | 2007  | 2008  | 2009  | 2010  |
| Mujeres | 1 200 | 1 191 | 1 179 | 1 164 | 1 140 | 1 100 | 1 066 |
| Varones | 1 111 | 1 092 | 1 073 | 1 082 | 1 056 | 1 046 | 1 020 |
| Total   | 2 311 | 2 283 | 2 252 | 2 246 | 2 196 | 2 146 | 2086  |